# 機械的コンプライアンス
機械的コンプライアンス（きかいてきコンプライアンス、英語: mechanical compliance）は、物体の伸縮性・可塑性を定量化した物理量であり、ばね定数の逆数。機械コンプライアンス、単にコンプライアンスとも。単位はメートル毎ニュートン (m/N)。
電気機械音響類似では静電容量にあたる。同様にインピーダンスにあたる量に機械的インピーダンスがあり、インピーダンスの公式と同様の 1 / i ω CM（i: 虚数単位、ω: 角速度、CM: 機械的コンプライアンス）で表される。
カンチレバーのように、固定方法が剛結ではなく入力に対しある程度の変形・変位を許す構造において、物理的な変化・応答を立方メートル毎ニュートン（cgs単位系では立方センチメートル毎ダイン）で示す。

## 自動車工学
自動車のサスペンションアームはゴム製のコンプライアンスブッシュを用いた支持の典型例であり、ガタつきを防ぎつつ変位を許容することで、回転軸がまちまちなアーム同士の作用抵抗を減らし、かつ、操縦安定性や乗り心地を一定のレベルに保つ役割を持つ。ブッシュの容量（大きさ）や硬度、「すぐり」（軸受以外の穴や凹み）の形状や位置によって、支持剛性と変形しやすさを調整している。
この変位を利用した後輪の受動的な操舵作用をコンプライアンスステアと呼び、横力に対しての姿勢安定に利用されている。 → 能動的な後輪操舵については四輪操舵を参照。

## 医療
医学ではコンプライアンスは服薬コンプライアンスの意味でも使われるが、例えば肺コンプライアンス (pulmonary compliance, lung compliance) は、吸気したときの肺の膨らみやすさである。